# 유진순 (1881년)
유진순(劉鎭淳, 일본식 이름: 玉川鎭淳다마가와 친준, 1881년 ~ 1945년 12월 10일)은 일제강점기의 관료이며 조선총독부 중추원 참의도 지냈다. 평안남도 평원군 출신이며 본적은 서울특별시 중구 신당동이다.

## 생애
대한제국 말기에 탁지부 소속 재무주사로 근무하면서 관계에 들어섰다. 곧 한일 병합 조약이 체결되어 조선총독부 체제가 출범하였고, 유진순은 평안북도 위원군 군수에 임명되어 총독부 관리가 되었다.
이듬해에는 곽산군, 1914년에는 벽동군, 1917년에는 선천군 군수가 되는 등 평북 지역에서 군수로 근무했다. 1921년에는 평안북도 참여관으로 승진하였으며, 1928년에 강원도 참여관으로 이동했다. 1929년에 충청남도 지사에 임명되었다.
1932년에 조선총독부 중추원 참의로 발탁되었다. 중추원 참의 재직 중인 1935년에 출간된 《조선공로자명감》에 이름이 실려 있고, 일본 정부로부터 한국병합기념장과 쇼와대례기념장을 수여받았다. 중추원 참의로 있던 1940년을 기준으로 종4위 훈4등에 서위되어 있었다. 국민총력조선연맹, 흥아보국단, 조선임전보국단 등 전쟁을 지원하기 위해 창립된 단체에서 활동하였다.

## 사후
2002년 발표된 친일파 708인 명단 중 중추원, 도지사, 도 참여관, 기타의 4개 부문에 중복 수록되었고, 2008년 민족문제연구소가 정리한 친일인명사전 수록예정자 명단 중 중추원과 관료 부문에 포함되었다. 2009년 친일반민족행위진상규명위원회가 발표한 친일반민족행위 705인 명단에도 포함되었다.

## 같이 보기
- 조선총독부 중추원

## 참고자료
- 유진순(劉鎭淳) - 국사편찬위원회